# 大垣市多目的交流イベントハウス
大垣市多目的交流イベントハウス（おおがきしたもくてきこうりゅうイベントハウス）とは、岐阜県大垣市にある公共施設。

## 概要
- 観光振興、大垣市中心市街地の活性化、市民活動の育成支援を目的とした施設である。十六銀行大垣支店（1959年（昭和34年）竣工）[1]の建物を改修し、2007年（平成19年）10月開館[2]。
- 市民活動団体をサポートする「大垣市まちづくり市民活動支援センター」があり、NPO法人設立に係る各種支援、団体や事業の広報活動や紹介を行っている。
- 指定管理者制度を導入しており、NPO法人まち創りが管理運営する。
- 各種展示、イベント、発表会、セミナー、会議などで利用されている。かつては大垣市観光物産コーナーが設置されていたが、2013年（平成25年）に廃止された。

## 施設概要
1階
- まちづくり市民活動支援センター事務室
- 展示室
- レンタサイクル受付ステーション
- 情報コーナー

3階
- 会議室　（2室）

## 利用案内
- 住所：岐阜県大垣市郭町2丁目28番地
- 利用時間：10：00 - 22：00
- 休館日：年末年始（12月29日～1月3日）

## 交通アクセス
- JR東海道本線・樽見鉄道・養老鉄道「大垣駅」下車、徒歩約8分
- 名阪近鉄バス 「OKBストリート郭町」バス停より徒歩約1分。
  - 大垣駅前バスのりばより輪之内線「輪之内文化会館」、海津線「今尾」「海津市役所」、羽島線「岐阜羽島駅」、岐垣線「岐阜聖徳学園大学」、大垣大野線「総合庁舎」、赤坂線「総合庁舎」、荒尾線「市民会館」、市民会館線「市民会館」、大垣市役所線「大垣市役所」、女子短大線「大垣市役所」、開発住宅線「大垣市役所」行き

## 周辺
- 大垣城
- 大垣市郷土館
- 大垣公園
- 大垣城ホール
- 濃飛護国神社
- 常葉神社
- 大垣市守屋多々志美術館
- 大垣市役所
- 大垣共立銀行本店